# リチャード・ティー
リチャード・ティー（Richard Tee、本名: Richard Edward Ten Ryk、1943年11月24日 - 1993年7月21日）は、アメリカ合衆国のミュージシャンでピアニスト、キーボーディスト、アレンジャー。ニューヨーク州ブルックリン生まれ。1970年代後半にフュージョン・バンド「スタッフ」のピアニスト、キーボーディストとして活躍し、スタッフ解散後はソロやセッション・ミュージシャンとして、ジャズ、フュージョンなど幅広い分野で活躍した。卓越した演奏技術や、メロウなローズ・ピアノ・プレイなどでも知られる。

## 来歴
幼少時からクラシック音楽の教育を受け、ニューヨーク音楽芸術高校を卒業し、マンハッタン音楽学校に入学した。卒業後の1965年に、スタジオ・ミュージシャンとして活動を開始し、さまざまなミュージシャンとセッションを行った。彼はキング・カーティスと共演したほか、アレサ・フランクリンやロバータ・フラックのバッキングも担当している。
1967年にベーシストのゴードン・エドワーズが「エンサイクロペディア・オブ・ソウル」を結成。それを母体にしたバンドが、1970年代にニューヨークのライブハウス「ミケルズ」で、流動的なメンバーでセッションを繰り広げていたが、ティーは1974年頃からこのセッションに出入りするようになった。このバンドは1976年に、フュージョン・バンドの「スタッフ」としてデビューした。メンバーはゴードン・エドワーズ（ベース）、リチャード・ティー（キーボード）、エリック・ゲイル（ギター）、コーネル・デュプリー（ギター）、スティーヴ・ガッド（ドラム）、クリストファー・パーカー（ドラム）。1980年に解散するまで、このバンドは5枚のアルバムをリリースした。
バンドと並行してソロとしても活動していたティーは、スタッフ解散後もポール・サイモンのレギュラー・キーボーディストとして活動したり、スティーヴ・ガッドの「ザ・ガッド・ギャング」にも参加している。
ソロ活動としては、1978年にボブ・ジェームスのレーベル、タッパン・ジー（CBSレコード配給契約）と契約し、アルバム『ストローキン』と1980年にアルバム『ナチュラル・イングリーディエンツ』をリリース。1985年には日本のキングレコード傘下であるエレクトリックバードよりアルバム『ボトム・ライン』をリリース。1988年にA Touchレーベルと契約、翌年にアルバム『インサイド・ユー』をリリース。1992年に日本のビデオアーツのOne Voiceレーベルよりアルバム『リアル・タイム』をリリース。
1993年7月にニューヨーク州ブロンクスにて前立腺癌で死亡した。49歳であった。

## ディスコグラフィ
参加アルバムは400枚を超えている。

### リーダー・アルバム
- 『ストローキン』 - Strokin'  (1979年、Tappan Zee/Columbia)
- 『ナチュラル・イングリーディエンツ』 - Natural Ingredients (1980年、Tappan Zee)
- 『ボトム・ライン』 - The Bottom Line (1985年、Electric Bird)
- 『インサイド・ユー』 - Inside You (1989年、Epic/Sony)
- 『リアル・タイム』 - Real Time (1992年、One Voice)
- 『ザ・ライト・スタッフ』 - The Right Stuff (1993年、P-Vine)
- 『リアル・タイム・ライヴ・イン・コンサート 1992〜イン・メモリー・オブ・リチャード・ティー〜』 - Real Time Live in Concert 1992 (2012年、Videoarts)

### 参加アルバム
ジョージ・ベンソン
- 『テル・イット・ライク・イット・イズ』 - Tell It Like It Is (1969年)
- 『ギヴ・ミー・ザ・ナイト』 - Give Me the Night (1980年)
- 『ユア・アイズ』 - In Your Eyes (1983年)
- 『ビッグ・ボス・バンド』 - Big Boss Band (1990年)
- 『コーリング・ユー』 - Love Remembers (1993年)

ハンク・クロフォード
- It's a Funky Thing to Do (1971年)
- 『ヘルプ・ミー・メイク・イット・スルー・ザ・ナイト』 - Help Me Make it Through the Night (1972年)
- 『ウィー・ガッタ・グッド・シング・ゴーイング』 - We Got a Good Thing Going (1972年)
- 『ワイルドフラワー』 - Wildflower (1973年)
- 『別れたくないのに』 - Hank Crawford's Back (1976年)

コーネル・デュプリー
- 『ティージン』 - Teasin' (1974年)
- 『コースト・トゥ・コースト』 - Coast to Coast (1988年)
- 『キャント・ゲット・スルー』 - Can't Get Through (1991年)
- 『チャイルズ・プレイ』 - Child's Play (1993年)
- 『アンクル・ファンキー』 - Uncle Funky (1998年) ※1992年ライブ録音

スティーヴ・ガッド
- 『ガッドアバウト』 - Gaddabout (1984年)
- 『ザ・ガッド・ギャング』 - The Gadd Gang (1986年)
- 『ヒア・アンド・ナウ』 - Here & Now (1988年)
- 『ライヴ・アット・ザ・ボトム・ライン』 - Live at Bottom Line (1994年)

グローヴァー・ワシントン・ジュニア
- 『インナー・シティ・ブルース』 - Inner City Blues (1971年)
- 『オール・ザ・キングス・ホーセス』 - All the King's Horses (1972年)
- 『ソウル・ボックスVOL.1』 - Soul Box Volume 1 (1973年)
- 『ソウル・ボックスVOL.2』 - Soul Box Volume 2 (1973年)
- 『フィールズ・ソー・グッド』 - Feels So Good (1975年)
- 『スカイラーキン』 - Skylarkin' (1978年)
- 『ワインライト』 - Winelight (1980年)
- 『カム・モーニング』 - Come Morning (1981年)
- 『訪れ』 - The Best Is Yet to Come (1982年)
- 『インサイド・ムーヴス』 - Inside Moves (1985年)
- 『ア・ハウス・フル・オブ・ラヴ』 - A House Full of Love: Music from The Cosby Show (1986年)

その他
- ベニー・ゴルソン : Tune In, Turn On (1967年)
- バーナード・パーディ : Soul Drums (1968年)
- ボブ・マーリー : 『ソウル・レベルス』 - Soul Rebel (1968年)
- クインシー・ジョーンズ : 『アイ・ハード・ザット!!』 - I Heard That (1969年)
- シャーリー・スコット : 『シャーリー・スコット&ザ・ソウル・サックシーズ』 - Shirley Scott & the Soul Saxes (1969年)
- レナ・ホーン&ガボール・ザボ : 『リナ&ガボール』 - Lena & Gabor (1969年)
- ゲイリー・バートン : 『グッド・ヴァイブス』 - Good Vibes (1969年)
- ディジー・ガレスピー : 『コルヌコピア』 - Cornucopia (1969年)
- レス・マッキャン : 『コメント』 - Comment (1970年)
- エスター・フィリップス : 『バーニン〜ライヴ・アット・フレディ・ジェッツ・パイド・パイパーL.A.』 - Burnin' (Live At Freddie Jett's Pied Piper, L.A.) (1970年)
- キング・カーティス : 『エブリバディーズ・トーキン』 - Everybody's Talkin'  (1970年)
- ユセフ・ラティーフ : 『スウィート16』 - Suite 16 (1970年)
- スヌーキー・ヤング : The Boys from Dayton (1971年)
- ローランド・カーク : 『ブラックナス』 - Blacknuss (1971年)
- スタンリー・タレンタイン : 『ソルト・ソング』 - Salt Song (1971年)
- ロバータ・フラック : 『クヮイエット・ファイア』 - Quiet Fire (1971年)
- ハービー・マン : 『プッシュ・プッシュ』 - Push Push (1971年)
- アレサ・フランクリン : 『ヤング・ギフティッド・アンド・ブラック』 - Young, Gifted and Black (1972年)
- チャック・レイニー : 『ザ・チャック・レイニー・コーリション』 - The Chuck Rainey Coalition (1972年)
- ヒューストン・パーソン : Sweet Buns & Barbeque (1972年)
- バーナード・パーディ : 『ソウル・イズ』 - Soul Is... Pretty Purdie (1972年)
- エスター・フィリップス : 『アローン・アゲイン』 - Alone Again (Naturally) (1972年)
- グラント・グリーン : 『ザ・ファイナル・カムダウン』 - The Final Comedown (1972年)
- ヒューストン・パーソン : Sweet Buns & Barbeque (1972年)
- デヴィッド・ニューマン : 『ザ・ウェポン』 - The Weapon (1973年)
- ロン・カーター : 『ブルース・ファーム』 - Blues Farm (1973年)
- スタンリー・タレンタイン : 『ミスターT』 - Don't Mess with Mister T. (1973年)
- ダリル・ホール&ジョン・オーツ : 『アバンダンド・ランチョネット』 - Abandoned Luncheonette (1973年)
- ヒューバート・ロウズ : 『イン・ザ・ビギニング』 - In the Beginning (1974年)
- ジョー・コッカー : 『ユー・アー・ソー・ビューティフル』 - I Can Stand a Little Rain (1974年)
- アレサ・フランクリン : 『輝く愛の世界』 - Let Me in Your Life (1974年)
- ジャッキー・デシャノン : 『ユア・ベイビー・イズ・ア・レイディ』 - Your Baby Is a Lady (1974年)
- アレサ・フランクリン : 『燃える愛の炎』 - With Everything I Feel in Me (1974年)
- ピーター・アレン : 『コンチネンタル・アメリカン』 - Continental American (1974年)
- アリフ・マーディン : 『ジャーニー』 - Journey (1974年)
- ヴァン・マッコイ : 『ディスコ・キッド』 - The Disco Kid (1975年)
- ロン・カーター : 『エニシング・ゴーズ』 - Anything Goes (1975年)
- ロバータ・フラック : 『愛のためいき』 - Feel Like Makin' Love (1975年)
- エリック・ゲイル : 『ネグリル』 - Negril (2003年、Rooms) ※1972年録音
- ポール・サイモン : 『時の流れに』 - Still Crazy After All These Years (1975年)
- ロバート・パーマー : 『スニーキン・サリー・スルー・ジ・アリー』 - Sneakin' Sally Through the Alley (1975年)
- ジョー・コッカー : 『ジャマイカ・セイ・ユー・ウィル』 - Jamaica Say You Will (1975年)
- トム・スコット : 『ニューヨーク・コネクション』 - New York Connection (1975年)
- エリオット・マーフィー : 『ロスト・ジェネレーション』 - Lost Generation (1975年)
- ジョージ・ハリスン : 『33 1/3』 - Thirty Three & 1/3 (1976年)
- ローランド・カーク : 『過去・現在・未来そして夢』 - The Case of the 3 Sided Dream in Audio Color (1976年)
- フィービ・スノウ : 『夜の調べ』 - Second Childhood (1976年)
- カーラ・ブレイ : 『ディナー・ミュージック』 - Dinner Music (1976年)
- ジョー・コッカー : 『スティングレイ』 - Stingray (1976年)
- パティ・オースティン : 『エンド・オブ・ア・レインボー』 - End of a Rainbow (1976年)
- ヴァン・マッコイ : 『リアル・マッコイ』 - The Real McCoy (1976年)
- レオ・セイヤー : 『エンドレス・フライト』 - Endless Flight (1976年)
- オデッセイ : Native New Yorker (1977年)
- ジェレミー・スタイグ : 『ファイアーフライ』 - Firefly (1977年)
- クインシー・ジョーンズ : 『オリジナル・サウンドトラック ルーツ』 - Roots (1977年) ※『ルーツ』サントラ
- パティ・オースティン : 『ハバナ・キャンディ』 - Havana Candy (1977年)
- シシー・ヒューストン : 『ときめきの世界』 - Cissy Houston (1977年)
- フィービ・スノウ : 『薔薇の香り』 - Never Letting Go (1977年)
- アート・ガーファンクル : 『ウォーターマーク』 - Watermark (1977年)
- フランキー・ヴァリ : 『恋人たちの調べ』 - Lady Put the Light Out (1977年)
- ケニー・ロギンス : 『未来への誓い』 - Celebrate Me Home (1977年)
- ビリー・ジョエル : 『ストレンジャー』 - The Stranger (1977年)
- リンゴ・スター : 『ウィングズ〜リンゴ IV』 - Ringo the 4th (1977年)
- アトランティック・ファミリー : 『ライヴ・アット・モントルー』 - The Atlantic Family Live in Montreaux (1977年)
- エリック・ゲイル : 『マルティプリケイション』 - Multiplication (1978年)
- メラニー : 『フォノジェニック』 - Phonogenic – Not Just Another Pretty Face (1978年)
- ダスティ・スプリングフィールド : 『ダスティ・ビギンズ・アゲイン』 - It Begins Again (1978年)
- メリサ・マンチェスター : 『あなたしか見えない』 - Don't Cry Out Loud (1978年)
- ジョー・コッカー : 『青い影』 - Luxury You Can Afford (1978年)
- カーリー・サイモン : 『男の子のように』 - Boys in the Trees (1978年)
- エタ・ジェイムズ : 『夜のしじまに』 - Deep in the Night (1978年)
- トム・スコット : 『インティメット・ストレンジャー』 - Intimate Strangers (1978年)
- シェリル・リン : 『シェリル・リン』 - Cheryl Lynn (1978年)
- ロレッタ・ハロウェイ : 『クイーン・オブ・ザ・ナイト』 - Queen of the Night (1978年)
- フィービ・スノウ : 『詞華集』 - Against the Grain (1978年)
- チャカ・カーン : 『恋するチャカ』 - Chaka (1978年)
- アヴェレイジ・ホワイト・バンド : 『ウォーマー・コミュニケーションズ』 - Warmer Communications (1978年)
- デヴィッド・ニューマン : Scratch My Back (1979年)
- シェール : 『地獄からの誘惑』 - Prisoner (1979年)
- カーリー・サイモン : 『スパイ』 - Spy (1979年)
- シェリル・リン : 『イン・ラヴ』 - In Love (1979年)
- アレサ・フランクリン : La Diva (1979年)
- ピーター・アレン : 『アイ・クッド・ハヴ・ビーン・ア・セイラー』 - I Could Have Been a Sailor (1979年)
- アート・ガーファンクル : 『フェイト・フォー・ブレックファースト』 - Fate for Breakfast (1979年)
- シリータ・ライト : 『シリータ』 - Syreeta (1980年)
- リッチー・ヘブンス : 『コネクションズ』 - Connections (1980年)
- アレサ・フランクリン : 『アレサ』 - Aretha (1980年)
- バーブラ・ストライサンド : 『ギルティ』 - Guilty (1980年)
- ロレッタ・ハロウェイ : 『ラヴ・センセーション』 - Love Sensation (1980年)
- チャカ・カーン : 『恋のハプニング』 - What Cha' Gonna Do for Me (1981年)
- トム・スコット : 『アップル・ジュース』 - Apple Juice (1981年)
- リー・リトナー : 『RIT』 - RIT (1981年)
- ビージーズ : 『リヴィング・アイズ』 - Living Eyes (1981年)
- サウンドトラック : 『ブレードランナー』 - Blade Runner (1982年) ※ニュー・アメリカン・オーケストラ盤
- ディオンヌ・ワーウィック : 『ハートブレイカー』 - Heartbreaker (1982年)
- ロバータ・フラック : 『アイム・ザ・ワン』 - I'm the One (1982年)
- ステファニー・ミルズ : 『燃えてラスト・ナイト』 - Tantalizingly Hot (1982年)
- ジュース・ニュートン : 『愛のサンシャイン』 - Quiet Lies (1982年)
- 渡辺貞夫 : 『フィル・アップ・ザ・ナイト』 - Fill Up The Night (1983年)
- ポール・サイモン : 『ハーツ・アンド・ボーンズ』 - Hearts and Bones (1983年)
- ティム・フィン : 『エスクパード〜冒険談』 - Escapade (1983年)
- パティ・オースティン : 『イン・マイ・ライフ』 - In My Life (1983年)
- ビリー・ジョエル : 『イノセント・マン』 - An Innocent Man (1983年)
- ピーボ・ブライソン&ロバータ・フラック : 『愛に生きて』 - Born to Love (1983年)
- ステファニー・ミルズ : 『哀しみのステファニー』 - Merciless (1983年)
- ラルフ・マクドナルド : 『ユニヴァーサル・リズム』 - Universal Rhythm (1984年)
- ビル・ウィザース : 『ウォッチング・ユー、ウォッチング・ミー』 - Watching You Watching Me (1985年)
- ピーノ・ダニエレ : Ferryboat (1985年)
- デヴィッド・ボウイ : 「アンダーグラウンド」 - "Underground" (1986年) ※シングル
- ピーター・ガブリエル : 『So』 - So (1986年)
- パトリック・ウィリアムズ・ニューヨーク・バンド : 『10thアヴェニュー』 - 10th Avenue (1987年)
- トム・スコット : 『ストリームラインズ』 - Streamlines (1987年)
- ジェニファー・ホリデイ : Get Close to My Love (1987年)
- フリップ・フィリップス&スコット・ハミルトン : 『サウンド・インヴェストメント』 - Sound Investment (1987年)
- ダイアナ・ロス : 『レッド・ホット・リズム&ブルース』 - Red Hot Rhythm & Blues (1987年)
- ジャニス・シーゲル : 『アット・ホーム』 - At Home (1987年)
- マイケル・フランクス : 『カメラ・ネヴァー・ライズ』 - The Camera Never Lies (1987年)
- デイヴィッド・サンボーン : 『クローズ・アップ』 - Close Up (1988年)
- ダイアン・シューア : 『トーキング・バウト・ユー』 - Talkin' 'Bout You (1988年)
- パティ・オースティン : 『ザ・リアル・ミー』 - The Real Me (1988年)
- ジミー・バフェット : 『ホット・ウォーター』 - Hot Water (1988年)
- ルー・ロウルズ : 『AT LAST』 - At Last (1989年)
- エディ・ゴメス : 『ストリート・スマート』 - Street Smart (1989年)
- エリック・クラプトン : 『ジャーニーマン』 - Journeyman (1989年)
- マイケル・ボルトン : 『ソウル・プロバイダー』 - Soul Provider (1989年)
- アール・クルー : 『ミッドナイト・イン・サン・フアン』 - Midnight in San Juan (1989年)
- ヴィクター・ベイリー : 『ボトムズ・アップ』 - Bottom's Up (1989年)
- マライア・キャリー : 『マライア』 - Mariah Carey (1990年)
- ケニー・ロギンス : 『リープ・オブ・フェイス〜愛を信じて』 - Leap of Faith (1991年)
- ジェームス・ブラウン : Star Time (1991年)
- デイヴィッド・サンボーン : 『アップフロント』 - Upfront (1992年)
- シネイド・オコナー : 『永遠の詩集』 - Am I Not Your Girl? (1992年)
- シシー・ヒューストン&チャック・ジャクソン : I'll Take Care of You (1992年)
- ハービー・マン : The Evolution Of Mann - The Herbie Mann Anthology (1993年)
- デヴィッド・ボウイ : 『ブラック・タイ・ホワイト・ノイズ』 - Black Tie White Noise (1993年)
- ディオンヌ・ワーウィック : 『フレンズ・キャン・ビー・ラヴァーズ』 - Friends Can Be Lovers (1993年)
- アル・グリーン : 『ドント・ルック・バック』 - Don't Look Back (1993年)
- フィル・カーメン : Skyline (1993年)